# La noia del llac
La noia del llac (títol original en italià: La ragazza del lago, internacionalitzat com a The Girl by the Lake) és una pel·lícula de thriller de 2007, dirigida per Andrea Molaioli, en el seu debut directiu. Està basada en una novel·la escrita per Karin Fossum. La pel·lícula es va doblar al català.
La pel·lícula va guanyar deu premis David di Donatello atorgats per a la millor pel·lícula, millor director, millor director novell, millor guió (Sandro Petraglia), millor productor (Nicola Giuliano i Francesco Cima), millor actor (Toni Servillo), millor fotografia (Ramiro Civita), millor muntatge (Giorgio Franchini), així com el de millor so (Alessandro Zanon) i millors efectes especials. També va vèncer tres premis de llaços d'argent.

## Repartiment
- Toni Servillo com a Giovanni Sanzio
- Valeria Golino com a Chiara Canali
- Fabrizio Gifuni com a Corrado Canali
- Anna Bonaiuto com a l'esposa de Sanzio
- Omero Antonutti com al pare d'en Mario
- Marco Baliani com a Davide Nadal
- Giulia Michelini com a Francesca
- Nello Mascia com a Alfredo